# Озерянская церковь на Холодной горе
Свя́́то-Озеря́́нский храм (церковь Сретения Озерянской иконы Божией Матери) — приходской православный храм в Харькове, в местности Холодная Гора. Относится к Харьковской епархии Украинской православной церкви Московского патриархата.

## История возникновения
Часовня на бывшей границе города (в настоящее время — угол дома № 118 по улице Полтавский шлях) была воздвигнута в 1847 году в связи с учреждёнными Высочайшей резолюции Святейшего Синода по инициативе Харьковского архиепископа Иннокентия (Борисова) 16 октября 1843 года крестными ходами в Харькове: 30 (13) сентября накануне храмового праздника Покровского монастыря туда на зимнее время переносилась чтимая Озерянская икона Божией Матери (Одигитрии), которая находилась там после закрытия Озерянской пустыни под Мерефой в 1788—1797 годах, а 22(5) апреля, накануне храмового праздника в Куряжском монастыре, где постоянно находилась с 1797 года, возвращалась туда. Место встречи городского духовенства с куряжскими монахами и передачи иконы и было отмечено часовней, где служился молебен. В 1874 году в перестроенной часовне был установлен престол, однако регулярные богослужения в новом храме (по воскресным и праздничным дням) стали совершаться только с конца 1880-х годов монахами Покровского монастыря, опекавшего храм.
Здание вместимостью 100—150 человек было тесным для растущего православного населения Холодной горы, где помимо него к тому времени находилась только кладбищенская церковь Всех святых (с 1845 года, сейчас территория недостроенного стадиона «Трудовые резервы» по ул. Озерянской). К тому же построено оно было недостаточно качественно, долгое время в стенах и своде храма существовали трещины. С мая 1889 года храм официально стал приходским и перешёл в руки церковно-приходского попечительства, которое и обратилось в 1890 году к епархиальному архитектору Владимиру Немкину с просьбой о временном расширении церкви и о составлении плана для постройки новой церкви. После одобрения плана-проекта архиепископом Харьковским Амвросием (Ключаревым) и изыскания попечительством необходимых средств (пятнадцать тысяч рублей — треть требуемой суммы) 24 июня 1892 года была совершена закладка нового храма (на месте хлебного магазина Харьковского общества государственных крестьян). Получение недостающего количества денег предполагалось осуществить через частные пожертвования, при этом был проведён своеобразный аукцион: жертвователю самой большой суммы предоставлялась возможность самому выбрать имя святого в честь которого был бы освящён престол южного бокового придела (северный был освящён во имя святого Амвросия Медиоланского, покровителя архиепископа Амвросия). Стараниями священника Максима Пономарева строительство Озерянской церкви было окончено спустя девять лет 23 сентября 1901 года. Тогда же вокруг неё была возведена каменная ограда с железными решетками.

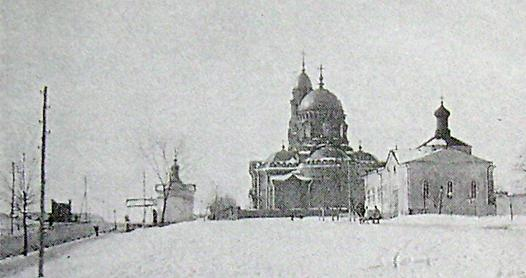
Старая (на переднем плане) и новая Озерянская церковь с часовней. 1900-е годы

Храм по проекту Владимира Немкина выполнен из красного неоштукатуренного кирпича в эклектичных формах византийско-русского стиля. Боковые апсиды в виде трёхгранников слегка выступают из плоскостей северной и южной стен, подчёркивая полукруглую апсиду главного алтаря в честь Озерянской иконы Пресвятой Богородицы. Фасады здания насыщены архитектурными деталями, заимствованными из древнерусского культового зодчества. Массивному, квадратному в плане, четырёхстолпному объёму церкви, увенчанному световым барабаном со сферическим куполом, противопоставлена стройная четырёхъярусная колокольня (около 40 метров), соединённая с западным притвором. Расположенная на возвышенном месте, органично завершая силуэт высокого плато Холодной горы, церковь благодаря своему изящному силуэту играла доминирующую роль в застройке западной части города как один из главных элементов панорамы района со стороны исторического центра города.
В дальнейшем храм претерпел капитальную перестройку по проекту нового епархиального архитектора Владимира Покровского.
На территории, пожертвованной крестьянами Харьковской волости под усадьбу для храма (который находился уже за городской чертой) ещё до 1906 года существовали два деревянных дома, обложенных кирпичом, для священника и причта. Кирпичное здание для причта высотой в полтора этажа было построено в 1912 году, а существовавший в то время флигель к 1914 году уже нуждался в капитальном ремонте. На территории храма находилось и здание приходской школы, открытой 1 сентября 1902 года, в которой к 1914 году насчитывалось 89 учащихся (52 мальчика и 37 девочек). Жалование клир не получал, живя на проценты с пожертвований. Оба приходских священника занимались также оплачиваемой преподавательской деятельностью.

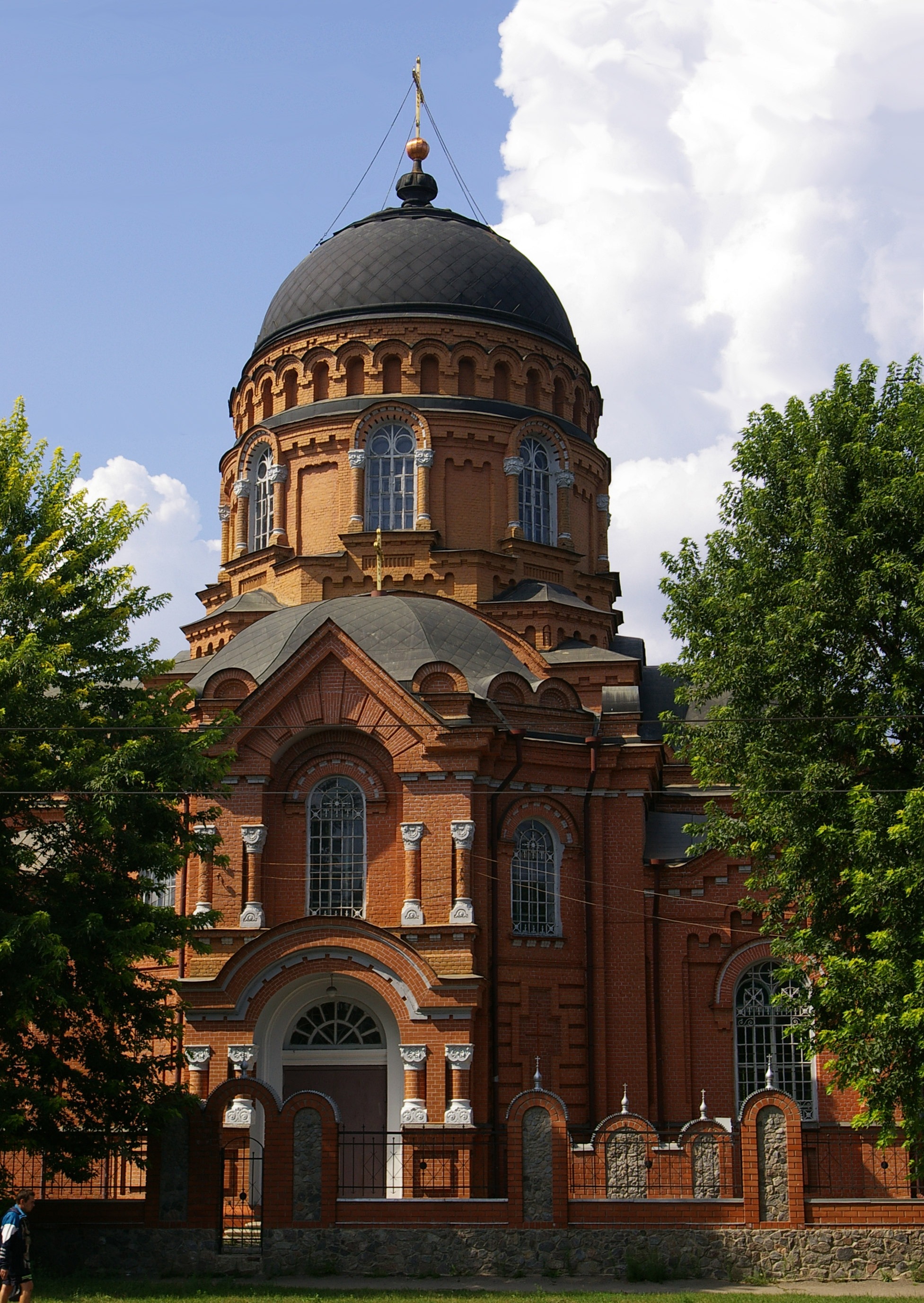
Вид с улицы Полтавский Шлях

Первыми настоятелями Озерянской церкви были:
- Свящ. Максим Пономарёв: 23 сентября 1901 г. — 15 июня 1905 г.;
- Прот. Андрей Любарский: 15 июня 1905 — 12 августа 1907 г.;
- Свящ. Михаил Юшков: 12 августа 1907 года — 1914 (?).

## Советские годы
После революции национализированный храм и церковное имущество были переданы приходской общине в постоянное бесплатное пользование по договору, заключённому с Губисполкомом 20 февраля 1925 года. Приходская жизнь регулировалась действовавшим законодательством о культах, внутри общины избирался Совет, проводились общие собрания, где избирали клириков и старост. До 1933 года церковь принадлежала обновленческой юрисдикции, осенью 1933 стала резиденцией экзарха Украины митрополита Константина, а после его перевода в новую столицу УССР Киев — кафедральным собором Харьковской епархии. В 1938 году храм был закрыт, епископская кафедра перенесена в Казанскую церковь на Лысой горе (ул. Куриловская, 78).
Богослужения возобновились с 1942 года во время немецкой оккупации, первоначально под юрисдикцией митрополита УАПЦ Феофила (Булдовского). После освобождения Харькова (август 1943 года) в церкви велась патриотическая работа, собирались денежные средства на оборону и семьям воинов. За время с 1943 по 1945 год Озерянский храм был капитально отремонтирован. Восстановленный северный придел был освящён во имя Всех святых (в память о разрушенном кладбищенском храме). В 1954 году в храме было устроено центральное отопление.

## Настоящее время

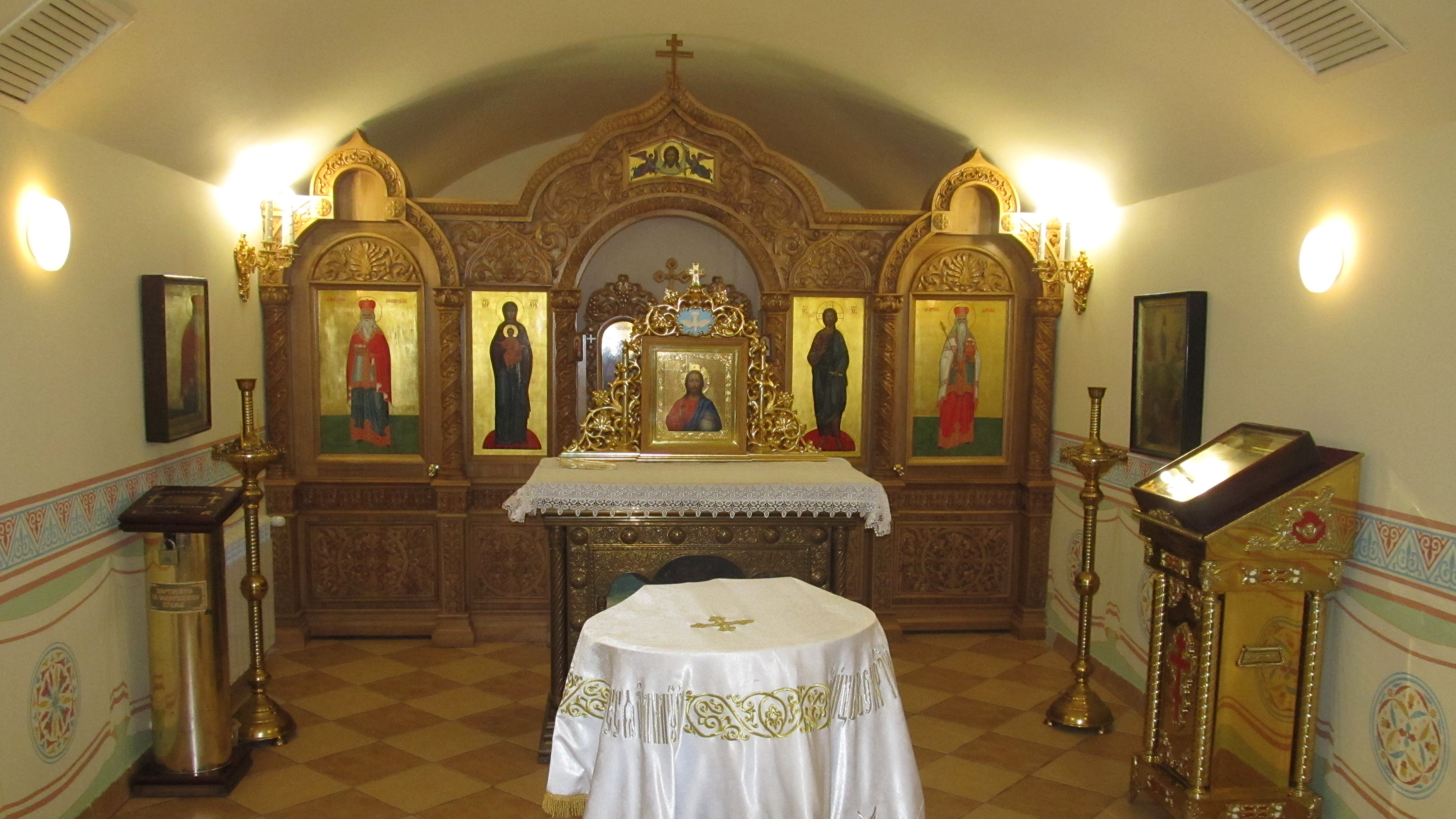
Нижний храм, освященный в честь Иоасафа Белгородского

После 1991 года в церкви был обновлен иконостас, построено капитальное двухэтажное здание баптистерия с воскресной школой и иконной лавкой, переделана ограда. Ремонтные и восстановительные работы в храме были возобновлены в 2011 году: началась реставрация икон, замена киотов. С 2011 по 2018 год в храме были заменены паникадила, выполнена реставрация росписи внутри храма, произведена замена окон, укладка плитки во дворе, в здании воскресной школы был выполнен капитальный ремонт.
С 2013 года велись работы по благоустройству нижнего храма — помещения, расположенного под левым нефом, в котором в советские времена была котельная. 17 ноября 2018 года нижний храм был торжественно освящен во имя Иоасафа Белгородского.
Настоятель храма c 2011 года — архимандрит Никодим (Сылко).